# 荷兰王国

荷兰王国地理位置图

荷蘭王國（荷蘭語：Koninkrijk der Nederlanden），简称荷蘭（Nederland），是一个主要國土位於歐洲西北部的君主立宪王国，由荷兰與加勒比地区的阿鲁巴岛、库拉索岛和荷属圣马丁岛四个構成國组成。荷蘭王國是聯合國、欧盟和北约成员国，面积4.15万平方公里，人口1726万人（2018年），首都阿姆斯特丹市。各个构成国在一些事務上独立执行，在其他方面合作执行。荷蘭王國政府的權力僅限於國防、外交、國籍和引渡，除了上述權力以外，各構成國皆有完全的自主權和自治权。

## 构成国
荷蘭王国目前由四个国家构成：荷兰、阿鲁巴岛、库拉索岛和荷属圣马丁岛。各个构成国在一些问题上独立执行，在其他方面合作执行，被称为“王国事务”。荷蘭王国国王威廉‧亚历山大是所有构成国的君主，并在阿鲁巴岛、库拉索岛和荷属圣马丁岛各设有一名总督，作为君主的代表。各个构成国设有自己的政府，还设有王国部长理事会，由荷兰政府的部长及三位分别代表阿鲁巴岛、库拉索岛以及荷属圣马丁岛的部长组成。在不同时期，荷蘭王国构成国有所不同：
- 荷兰王国1954年10月28日—1975年11月25日
  -  荷兰（包括原 荷屬新幾內亞，1961年遭印尼入侵，1963年联合国移交给印尼）
  -  荷属圭亚那（1975年独立为今 苏里南并于同年加入联合国）
  -  荷属安的列斯
- 荷兰王国1975年11月25日—1986年1月1日
  -  荷兰
  -  荷属安的列斯（直至1986年阿鲁巴升格为构成国之一）
- 荷兰王国1986年1月1日—2010年10月10日
  -  荷兰
  -  荷属安的列斯（直至2010年库拉索和圣马丁升格为构成国，荷属安的列斯剩余三岛转由荷兰本土直辖，荷属安的列斯构成国的地位撤销）
  -  阿鲁巴
- 荷兰王国2010年10月10日—
  -  荷兰本土
  -  阿鲁巴（Aruba）
  -  库拉索（Curaçao）
  -  聖馬丁（Sint Maarten）

### 构成国数据
| 構成国         | 構成国     | 構成国     | 人口 （2017至2018年間） | 占王国总人口 百分比 | 面积 （平方公里） | 占王国总面积 百分比 | 人口密度 （人／平方公里） |
|                | 行政區劃   | 行政區劃   | 人口 （2017至2018年間） | 占王国总人口 百分比 | 面积 （平方公里） | 占王国总面积 百分比 | 人口密度 （人／平方公里） |
| -------------- | ---------- | ---------- | ----------------------- | ------------------- | ----------------- | ------------------- | ------------------------- |
| 荷蘭           | 荷蘭       | 荷蘭       | 17,298,185              | 98.23%              | 41,854            | 98.42%              | 413                       |
|                | 荷蘭歐洲區 | 荷蘭歐洲區 | 17,273,746              | 98.09%              | 41,526            | 97.65%              | 416                       |
| ‡              | ‡          | 19,179     | 0.11%                   | 294                 | 0.69%             | 65                  |                           |
| ‡              | ‡          | 3,250      | 0.02%                   | 21                  | 0.05%             | 155                 |                           |
| ‡              | ‡          | 2,010      | 0.01%                   | 13                  | 0.03%             | 155                 |                           |
| 阿鲁巴         | 阿鲁巴     | 阿鲁巴     | 111,530                 | 0.63%               | 193               | 0.45%               | 578                       |
|                |            |            | 160,012                 | 0.91%               | 444               | 1.04%               | 360                       |
| 荷屬聖馬丁     | 荷屬聖馬丁 | 荷屬聖馬丁 | 40,535                  | 0.23%               | 34                | 0.08%               | 1,192                     |
| 荷兰王国       | 荷兰王国   | 荷兰王国   | 17,610,262              | 100.00%             | 42,525            | 100.00%             | 414                       |
| ‡ 荷蘭加勒比區 |            |            |                         |                     |                   |                     |                           |

## 政府架構

荷兰王国架構圖

荷蘭王國政府（rijksregering） 以1954年10月28日通過的《荷蘭王國章程》（Statuut voor het Koninkrijk der Nederlanden）為依歸，是整個王國的中央政府，其權力只限於《章程》所限制的四個領域，即國防、外交、國籍和引渡。荷蘭王國採取君主制，荷蘭王國的君主同時為王國各部份的君主，其中於歐洲大陸荷蘭以外的部份由總督代表君主執行職務。「荷蘭王國政府」更大程度是法理上的虛級政府，實際上荷蘭王國政府與歐洲大陸荷蘭政府幾乎重叠。
從法理上看，荷蘭王國下屬的各部份皆具「構成國」地位。除了《章程》規定屬王國政府的權力外，各部份皆有完全的自治權，各自擁有自己的憲法，其中歐陸荷蘭的憲法稱為 ，直接沿襲自1815年的王國憲法，其名稱雖然保留稱為「王國憲法」，但法理上只對歐陸荷蘭有效。王國其他部份的憲法稱為，但不管是還是，享有的地位完全一樣，並同樣從屬於《章程》之下。
荷蘭王國的內閣議會由歐洲大陸荷蘭的所有大臣（部長）及其他部份的全權代表各一位組成。荷蘭王國作為單一的主權國在聯合國擁有一個席位，而在其他非主權性的國際組織（如國際奧委會）各部份可分別獨立參與。在歐盟裏，歐洲以外的荷蘭王國部份被視為歐盟的「域外國家和領地」（landen en gebiedsdelen overzee），然而由於國籍乃王國中央政府管轄範圍，因此不論是歐陸荷蘭、阿魯巴、庫拉索還是聖馬丁的公民，都具荷蘭王國國籍，並同時都是歐盟公民。現時荷蘭王國政府正建議讓王國歐洲以外部份於歐盟可取得「外延地區」的地位，使它們可全面參與歐盟事務。
1937年，国旗正式定为红白蓝三色旗。在同皇家有关的公共节日，三色旗通常系有橙色燕尾。皇家盾徽上的狮子源于最古老时期拿索家族的盾徽。荷兰共和国的盾徽上描绘着一头手握箭镞和利剑的狮子。利剑象征着权利，箭镞象征着各个省份。

## 歷史
1830年-1954年间是荷蘭帝國的正式国名。在1954年之前「荷蘭王國」專指現在的歐洲大陸荷蘭，而其他部份是荷蘭王國的殖民地或屬地。於1839年之前，荷蘭聯合王國還曾包括比利時。歷史上「荷蘭王國」是指位於歐洲西北部的荷蘭，而荷蘭的海外殖民地和屬地乃從屬於荷蘭之下。
第二次世界大戰之後，為了適應全球非殖民化的浪潮，原荷蘭海外領土，包括荷屬東印度、荷屬西印度和荷屬圭亞那先后独立。1949年，荷屬東印度大部份獨立為印度尼西亞，但荷蘭保留了巴布亞島的西半部，稱荷屬新幾內亞。於1954年荷蘭公佈《荷蘭王國章程》，使原殖民地和屬地在一個「荷蘭王國」的框架下與荷蘭本土享有平等的地位。自此「荷蘭王國」於法理上就成為專指由歐洲大陸荷蘭和各前殖民地共同組成的王國，而「荷蘭」只是「荷蘭王國」的其中一個組成部份。
1954年的《荷蘭王國章程》生效時，組成荷蘭王國的有三部份，除了歐洲大陸荷蘭外，另外兩個部份分別是原稱荷屬西印度的荷屬安的列斯，和原稱為荷屬圭亞那的蘇利南。當時荷屬新畿內亞由於已正準備過渡至獨立，因此沒有包括在王國框架之內。
1973年起，蘇利南提出獨立要求。1975年，蘇利南正式獨立，脫離荷蘭王國，自此王國改由歐陸荷蘭和荷屬安的列斯兩部份組成。
1986年，荷屬安的列斯之下的最富裕的阿魯巴脫離荷屬安的列斯，成為荷蘭王國的一個部份，擁有獨立的內部自治權。自此王國改由歐陸荷蘭、荷屬安的列斯和阿魯巴三部份組成。
2004年起，荷屬安的列斯的其他島嶼提出與阿魯巴相似的要求，經過歐陸荷蘭與各島嶼談判後，於2005年簽署協議，決定於2010年10月10日起荷属安的列斯解体，其中的庫拉索和聖馬丁將會分別成為荷蘭王國的組成部份，各自擁有獨立的內部自治權。而餘下的三個荷屬安的列斯島嶼直接拼進荷兰本土。目前荷蘭王國由四部份組成，分別是荷兰本土、阿魯巴、庫拉索和聖馬丁。

## 中文名称
中文常不区分“尼德兰”（Nederland）和“荷兰”，一律翻译为“荷兰”，因此容易导致混淆。
荷蘭的正式国名，為荷蘭語：，荷兰是荷蘭王國的一个地区。16世纪，荷兰受西班牙统治。1568年-1648年，八十年战争（荷兰独立战争）后，北部七省成立尼德兰七省联邦共和国，包括今荷兰、比利时、卢森堡和法国东北部一部。其中，荷兰省（Holland，现分为北荷兰省和南荷兰省）是当时联省共和国中最大、最富裕且最有权力的省份，人们便常用Holland代指整个国家。中文译名“荷兰”就来自“Holland”一词。在正式場合其國名是Nederland。
例如，1806年-1810年期间，由法兰西第一帝国所扶持的一个傀儡国的正式国名是法文与荷兰文，在中文中常一律翻為“荷兰王国”，但它們的原始名稱其實是不同的。